# Franz Georg Strauß

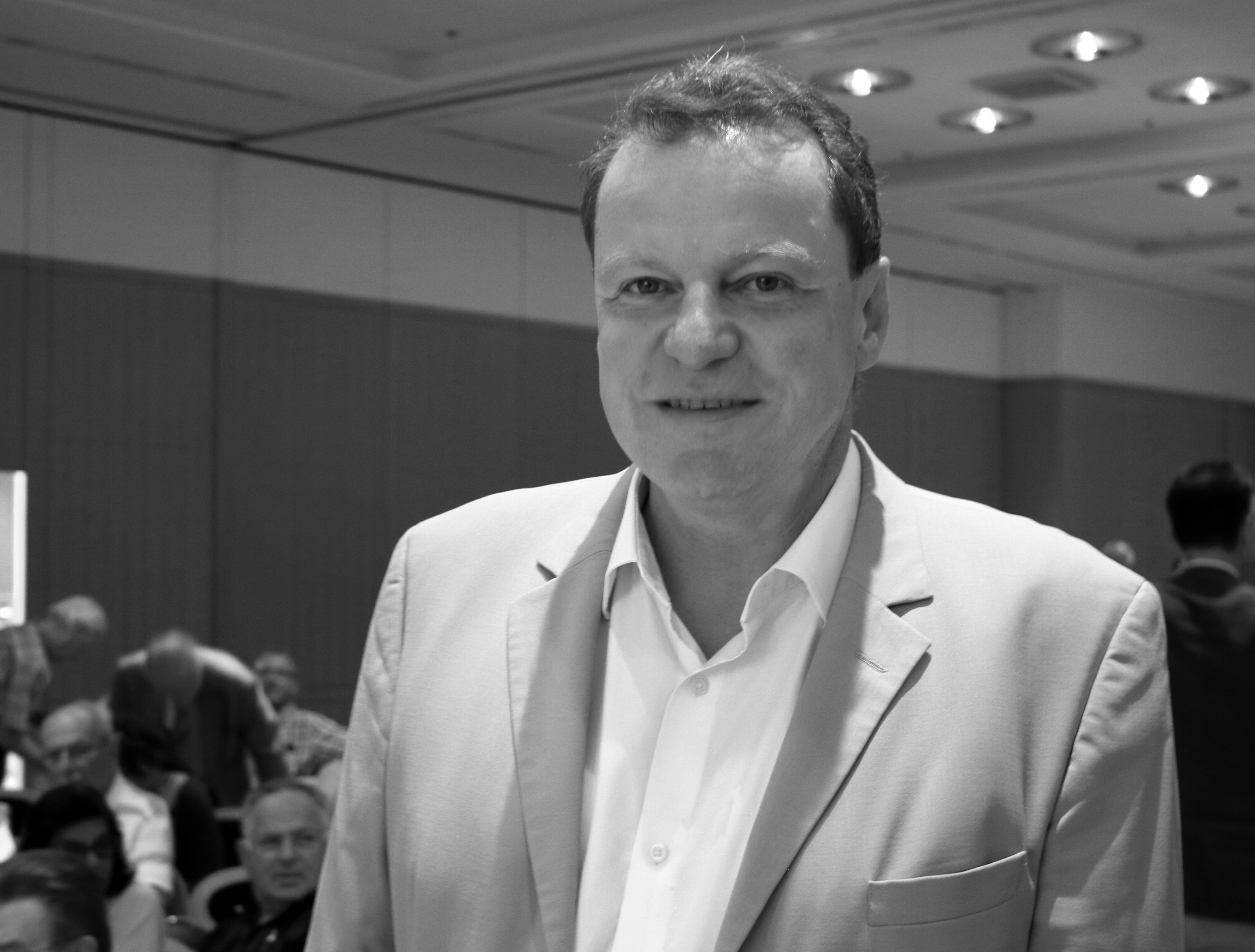
Franz Georg Strauß 2015

Franz Georg Strauß (* 5. Mai 1961 in München) ist ein deutscher Medienunternehmer. Er ist der jüngere Sohn des früheren bayerischen Ministerpräsidenten Franz Josef Strauß und seiner Frau Marianne sowie Bruder von Max Josef Strauß (* 1959) und Monika Hohlmeier (* 1962). 

## Leben und Karriere
Strauß ist verheiratet mit Birgit Strauß, er lebt und arbeitet in München.
Franz Georg Strauß absolvierte eine Lehre zum Werbekaufmann. An der Universität Salzburg studierte er Rechtswissenschaften. 1999 reichte er seine Diplomarbeit ein, 2003 seine Inauguraldissertation, beide Arbeiten verfasste er im Fach Völkerrecht. Sein 1988 projektiertes Vorhaben, eine Doktorarbeit bei dem Soziologen Lothar Bossle zu schreiben, verwirklichte er nicht.
Seit 1984 ist er Vorstand der nach seiner Mutter benannten Marianne Strauß Stiftung, die unverschuldet in Not Geratenen finanziell und beratend hilft.
Von 1985 bis zum 12. Dezember 1996 hielt Franz Georg Strauß eine 30-prozentige Beteiligung an dem von ihm mitgegründeten damaligen Münchner Stadtsender TV Weiß-Blau (später tv.münchen), der danach vom Medienunternehmer Leo Kirch übernommen wurde. Von Kirch erwarb er dessen Anteil am Münchner Lokalradiosender Radio Arabella.
Seit 2005 ist er über seine HeronMedia Werbegesellschaft mbH wieder am Münchner Lokalfernsehen mit den Kanälen münchen.tv, münchen2 und RTL München live beteiligt. Eine Insolvenz der HeronMedia Werbegesellschaft mbH konnte Strauß abwenden. Ein Gläubiger hatte im August 2014 Insolvenzantrag gegen das Unternehmen gestellt. Im Juli 2015 gab Strauß an, durch eine Unternehmensinvestition in eine „finanzielle Schieflage“ gekommen zu sein. Ende 2018 verkaufte er das Wohnhaus in Mittersendling, in dem die Familie Strauß seit 1978 gelebt hatte.

## Veröffentlichungen
- Das europarechtliche Subsidiaritätsprinzip: Ideengeschichte, Umsetzung und Rückkoppelungseffekte in den föderalistischen Mitgliedsstaaten Deutschland, Österreich und Belgien, Dissertation 2003, Universität Salzburg, FB Rechtswissenschaften, Völkerrecht, Int. Organis./3.UG 7 B 60
- Mein Vater. Erinnerungen. Herbig, München 2008, ISBN 978-3-7766-2573-8